# П-35 «Сатурн»
П-35 «Сатурн» (или П-35 «Дренаж», индекс ГРАУ — 1РЛ110, по классификации НАТО — «Bar Lock») — двухкоординатная радиолокационная станция кругового обзора для войск ПВО, ВВС, ВМФ и в радиотехнических формированиях войск ПВО СВ как модернизация П-30.

## Назначение и особенности
Двухкоординатная РЛС кругового обзора (дальномер)использовалась в Войсках ПВО страны, в ВВС, в частях ПВО ВМФ и в радиотехнических формированиях войск ПВО СВ как модернизация П-30. В отличие от П-30 в П-35 верхнееантенное зеркало было установлено горизонтально с некоторым наклоном в угломестной плоскости, имевшийся один дециметровый канал заменен сантиметровым.

## Основные характеристики
- Радиус зоны обзора — 350 км
- Частота запуска — 375 Гц
- Количество каналов — 6 (4 на нижнем зеркале, 2 — на верхнем)
- Диапазон несущих частот — 2700-3100 МГц
- Скорость обзора пространства — 6 об/мин
- Высота обзора пространства — 85.000 м
- Экипаж — 8 чел.
- Время развертывания тренированным экипажем — 12 ч.

## Модификации
- РЛС П-35М (Сатурн) отличалась изменённой конструкцией зеркал антенн, увеличением пределов и скоростей наклона этих зеркал.
- РЛС П-37 (Меч) отличалась от П-35М улучшенной защитой от пассивных помех и метеофакторов, а также обеспечивала обнаружение и проводку целей на малых высотах (50—300 м) в ближней зоне.